# Gustav Fischer (ontdekkingsreiziger)
Gustav Adolf Fischer (Barmen, 3 maart 1848 - Berlijn, 11 november 1886) was een Duits arts, ontdekkingsreiziger en natuuronderzoeker.

## Biografie
Gustav Adolf Fischer was een militaire arts. In 1876 ging hij mee op een expeditie van de gebroeders Clemens en Gustav Denhardt door Afrika in het gebied van de Galla (Ethiopië) en vervolgens naar Witu, het latere Duits-Witu, onderdeel van de Duitse koloniën in Oost-Afrika. In 1878 trokken zij door het stroomgebied van de Tana (Kenia).
Aansluitend vestigde Fischer zich tot oktober 1882 als arts in Zanzibar (Tanzania). Tussen december 1882 en november 1883 ondernam hij een derde expeditie die werd gesponsord door het  Hamburger Geographischen Gesellschaft (geografisch genootschap van Hamburg). Hij trok van de monding de Pangani naar het Naivashameer door het land van de Masai. Op deze reis observeerde hij Fischers agapornis (Agapornis fischeri) een soort papegaai die door Anton Reichenow in 1887 werd beschreven en naar Fischer is genoemd. Soms alleen, vaker samen met Anton Reichenow, is Fischer de soortauteur van 12 andere Afrikaanse vogelsoorten waaronder de grijskuifklauwier (Prionops poliolophus).
In november 1883 ging hij terug naar Duitsland. In 1885 ondernam Fischer opnieuw een expeditie om Casati, Eduard Schnitzer en Wilhelm Junker te ontzetten, die dat jaar, na de verovering van Khartoem tijdens de mahdi-opstand in Soedan, geïsoleerd waren geraakt. Zij bereikten het Victoriameer maar het lukte niet door Equatoria te trekken waar de genoemde personen zich bevonden. De expeditie ging daarom terug via het gebied van de Kavirondo, het Naivashameer en Kikuyu en arriveerde op 21 juni 1886 in Zanzibar.
Gustav Adolf Fischer stierf op 38-jarige leeftijd aan tropische koortsen, een verzamelnaam voor een aantal tropische ziekten die toen vaak op overlijdensakten werd gebruikt.

## Werken
- Mehr Licht im dunkeln Afrika, Hamburg, 1885.
- Fischer, G. A. 1885. Bericht über die im Auftrage der Geographischen Gesellschaft in Hamburg unternommene Reise in das Massai-Land. I. Allgemeiner Bericht. — Mitt. Geogr. Ges. Hamburg 5(1882-83): 36-99.
- Fischer, G. A. 1885. Bericht über die im Auftrage der Geographischen Gesellschaft in Hamburg unternommene Reise in das Massai-Land. II. Begleitworte zur Original-Routenkarte Tafel VII. — Mitt. Geogr. Ges. Hamburg 5(1882-83): 189-237.
- G. A. Fischer und Ant. Reichenow. 1884. Neue Vogelarten aus dem Massailand (Inneres Ost- Afrika). Journal für Ornithologie 32:52-58 BHL und 178-182. BHL

- Bibliothèque nationale de France: cb15358629q (data)
- Gemeinsame Normdatei: 11750906X
- International Standard Name Identifier: 0000 0000 8379 8660
- Virtual International Authority File: 47066520
- WorldCat: E39PBJw94vcBJthP9mbQK3j3cP